# Národní park Schiermonnikoog
Národní park Schiermonnikoog (niz. Nationaal Park Schiermonnikoog) je chráněné území v Nizozemsku. Leží na stejnojmenném ostrově na severu země v provincii Frísko. Zaujímá většinu ostrova s výjimkou obce Schiermonnikoog a jejího těsného okolí. Rozloha je 72 km². Vyhlášen byl v roce 1989. Sídlo správy parku, informační středisko i další infrastruktura pro turisty se nachází v obci Schiermonnikoog, jediném sídle na ostrově. Dostat se na ostrov je možno lodí z města Lauwersoog nebo za odlivu lze přejít z pevniny po bahnitém mořském dně.

## Charakteristika
Ostrov patří do Západofríských ostrovů, které tvoří s Východofrískými ostrovy a Severofrískými ostrovy pás nízkých ostrovů kolem pobřeží Nizozemska, Německa a Dánska oddělujících mělké vnitřní wattové moře od otevřeného moře. Na ostrovech se vyskytují písečné duny, slaniska, slané louky, brakické mokřady i pobřeží se širokými plážemi a bahnitými mělčinami. Vlivem silných větrů od moře se ostrov přesouvá jihovýchodním směrem.

## Flóra a fauna
Flóra zahrnuje asi 550 druhů. Významný je výskyt slanomilných rostlin, dunových lišejníků, mechů a také vstavačů. Fauna je zastoupena zejména četnými druhy ptáků, některé se objevují během tahu, asi 90 druhů na ostrově hnízdí. V početných koloniích hnízdí zejména rackové a rybáci. Ze savců jsou jedinými původními druhy tuleni, ostatní (králíci, zajíci, ježek západní) byli přivezeni člověkem. Z obojživelníků se vyskytuje ropucha krátkonohá a čolek obecný.